# NK Novigrad
NK Novigrad je hrvatski nogometni klub iz Novigrada.
U sezoni 2023./24. natječe se u 3. ŽNL Istarska – Sjever. Klub se nekad natjecao u drugom i trećem rangu hrvatskog nogometa, no nakon odustajanja u sezoni 2022./23., klub ponovno počinje natjecanje od najnižeg ranga.

## Povijest
Nogometni klub Novigrad osnovan je 1947. godine. 

## O Akademiji
Zahvaljujući zajedničkim naporima uprave i drugih entuzijasta okupljenih oko NK Novigrada, te Grada Novigrada i Lagune Novigrad kao strateških partnera, ali i nekolicine drugih prijatelja Kluba, 2012. godine osnovana je Nogometna akademija NK Novigrada.
Idejni začetnici ove inicijative su Vlado Borozan i Ives Čakarun, tehnički savjetnici NK Novigrada, a pokretanje priče oko osnivanja nogometne akademije omogućeno je prije svega zahvaljujući podršci i razumijevanju Grada Novigrada, na čelu s gradonačelnikom gospodinom Anteom Milosom, te Lagune Novigrad i njezine direktorice gospođe Zrinke Bokulić, kao i nekolicine drugih partnera i subjekata koji će pomoći u što kvalitetnijem radu nogometne škole. Na samim počecima rada Akademije utvrđeno je kako je taj segment u radu Kluba na prvome mjestu liste prioriteta, te se dugoročna strategija upravljanja NK Novigradom temelji upravo na razvoju njegove Akademije.
Dio priče oko Nogometne akademije NK Novigrad 2012 pokrenut je u 2011.godini, kada je u mlađe klupske uzraste odnosno školu nogometa pristigao veći broj djece, njih više od stotinu. Godinu dana kasnije međutim Akademija i formalno započinje s radom, sustavno, maksimalno ozbiljno i profesionalno, pa ovaj formalni iskorak znači i podizanje cijele priče na jedan bitno viši i zahtjevniji nivo. 
Od prvoga dana ideja osnivača Akademije i uprave Kluba bila je da se rad s mlađim selekcijama podigne na višu, praktično profesionalnu razinu, te da se djeci pruže maksimalni uvjeti, od logistike i stručnog kadra, do pedagoške razine i svih drugih uvjeta koji će pomoći u njihovu nogometnom razvoju. Klupskoj nogometnoj mladosti želi se naime pružiti najbolje što se u ovim uvjetima može, pa i više od toga, kako bi mladi nogometaši u ovoj sredini zadovoljili svoju ambiciju i želju za napredovanjem.
Želja je i namjera Akademije da mladim igračima ponudi maksimum kvalitete kada je rad s njima u pitanju. Ukratko, želi im se pružiti vrhunsku tehničku obuku, u vrhunskim uvjetima, uz vrhunsku infrastrukturu i logistiku, te vrhunske nogometne stručnjake, a pritom se nikako neće zanemariti i odgojno-obrazovna komponenta odnosno školovanje mladih igrača. U tom je svijetlu najavljena i suradnja novigradske nogometne akademije i Grada Novigrada s poznatim talijanskim sveučilištem Universita' degli studi di Urbino „Carlo Bo“ (posebno poznat po studiju fizičke kulture odnosno kineziologije). Ta će suradnja, kada bude formalizirana, omogućiti polaznicima nogometne akademije, ali i drugim zainteresiranim budućim studentima s ovoga područja, da uz određene povlastice i prednosti pri upisu, upišu neki od studija na Sveučilištu u Urbinu.
Namjera je i ideja Akademije da kada dijete dođe u novigradsku nogometnu akademiju dobije sve optimalne uvjete za rad, treniranje, igranje nogometa i školovanje, a dolazi li iz neke druge, udaljenije sredine i za stanovanje odnosno život u Novigradu.
Korak više u odnosu na neke druge, naizgled slične akademije, je – pored ostalog – i u tome što će se polaznicima novigradske nogometne akademije omogućiti da budu viđeni od strane skauta brojnih, pa i nekih od najjačih europskih klubova. Putem nastupa na turnirima i prijateljskim utakmicama diljem staroga kontinenta polaznicima Akademije osigurava se mogućnost stalnog uspoređivanja s vršnjacima iz Europe, iz drugih europskih klubova, da mladi novigradski nogometaši vide koliko znaju i mogu u usporedbi s drugim kvalitetnim i ambicioznim mladim nogometašima, ali i da ih primijete ljudi iz tih i drugih klubova, te da na taj način možda ostvare svoj nogometni san i zaigraju u nekom velikom europskom klubu.
Do siječnja 2017. trener je bio Dinko Jeličić koji je otišao raditi u školi nogometa španjolskog prvoligaša Alavesa, a za prvog trenera Novigrada došao je Nino Bule.

## Unutrašnje poveznice
- Istria Winter Cup

## Vanjske poveznice
- nk-novigrad.hr  Arhivirana inačica izvorne stranice od 13. siječnja 2015. (Wayback Machine)
- Tablica 1. ŽNL Istarska, sezona 2009./10.  Arhivirana inačica izvorne stranice od 5. ožujka 2016. (Wayback Machine)